# Billund (municipio)
El municipio de Billund es un municipio (kommune) danés de la región de Dinamarca Meridional, situado en el centro de la península de Jutlandia. Cubre un área de 536,51 km², con un total de 26.216 habitantes (2012). Su alcalde es Ib Kristensen, un miembro del Venstre (Partido Liberal). La sede de su consejo municipal se encuentra en la ciudad de Grindsted, que es también la principal localidad. También es el lugar en donde se indica la sede de lego
El municipio actual fue formado el 1 de enero de 2007 con la fusión de los antiguos municipios de Billund y Grindsted, ambos parte del hoy extinto distrito de Ribe. El 21 de abril de 2005 se llevaron a cabo plebiscitos en el distrito eclesiástico de Ringive (parte de la parroquia de Ringive) y en la parroquia de Ringevale, ambos dentro del municipio de Give, para decidir unirse a uno de los nuevos municipios de Billund o Vejle. Los ciudadanos de ambas zonas se inclinaron por Vejle.

## Demografía
El municipio de Billund cuenta con 7 localidades urbanas (byer, en danés); 5.130 personas viven en zonas rurales (localidades con menos de 200 personas).
| Localidades más pobladas de Billund |             |                  |
| Nº                                  | Localidad   | Población (2012) |
| 1                                   | Grindsted   | 9.565            |
| 2                                   | Billund     | 6.146            |
| 3                                   | Sønder Omme | 1.769            |
| 4                                   | Vorbasse    | 1.274            |
| 5                                   | Hejnsvig    | 1.031            |
| 6                                   | Filskov     | 644              |
| 7                                   | Stenderup   | 643              |